# Alilaguna Marrone vízibusz (Velence)
A velencei Alilaguna Marrone jelzésű vízibusz a nemzetközi kikötő (Marittima) és a városközpont között közlekedett. A viszonylatot az Alilaguna S.p.A. üzemeltette.

## Története
Az Alilaguna Marrone vízibusz 2007-től az eredeti útvonalán járt.
Az Alilaguna Marrone története:
| Időszak     | Járat- szám       | Megállók                                     |
| ----------- | ----------------- | -------------------------------------------- |
| 2007 – 2010 | Alilaguna Marrone | Stazione Marittima – San Marco (Giardinetti) |

## Megállóhelyei
| sz. | idő (perc) | megállóhely neve        | sz. | idő (perc) | látnivalók                                                                    |
| --- | ---------- | ----------------------- | --- | ---------- | ----------------------------------------------------------------------------- |
| 0   | 0          | Lido, Casinò            | 5   | 80         | (nemzetközi kikötő)                                                           |
| 3   | 25         | San Marco (Giardinetti) | 2   | 55         | Szent Márk tér, Dózsepalota, Harry's Bar, Palazzo Giustinian, Palazzo Tiepolo |